# Sutri
Sutri è un comune italiano di 6 759 abitanti della provincia di Viterbo nel Lazio.

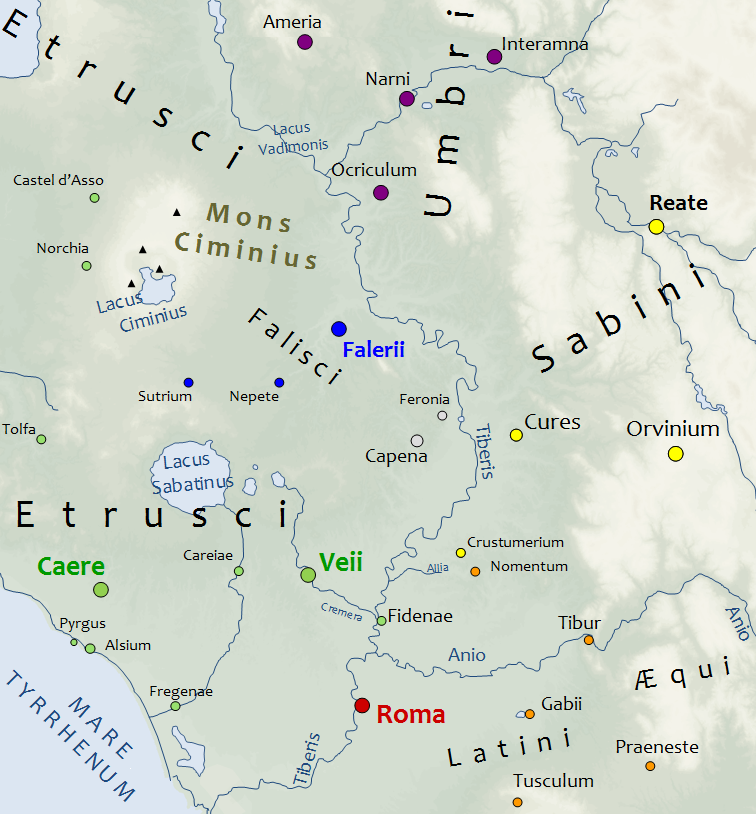
Posizione dell'antica Sutrium nell'età regia di Roma.

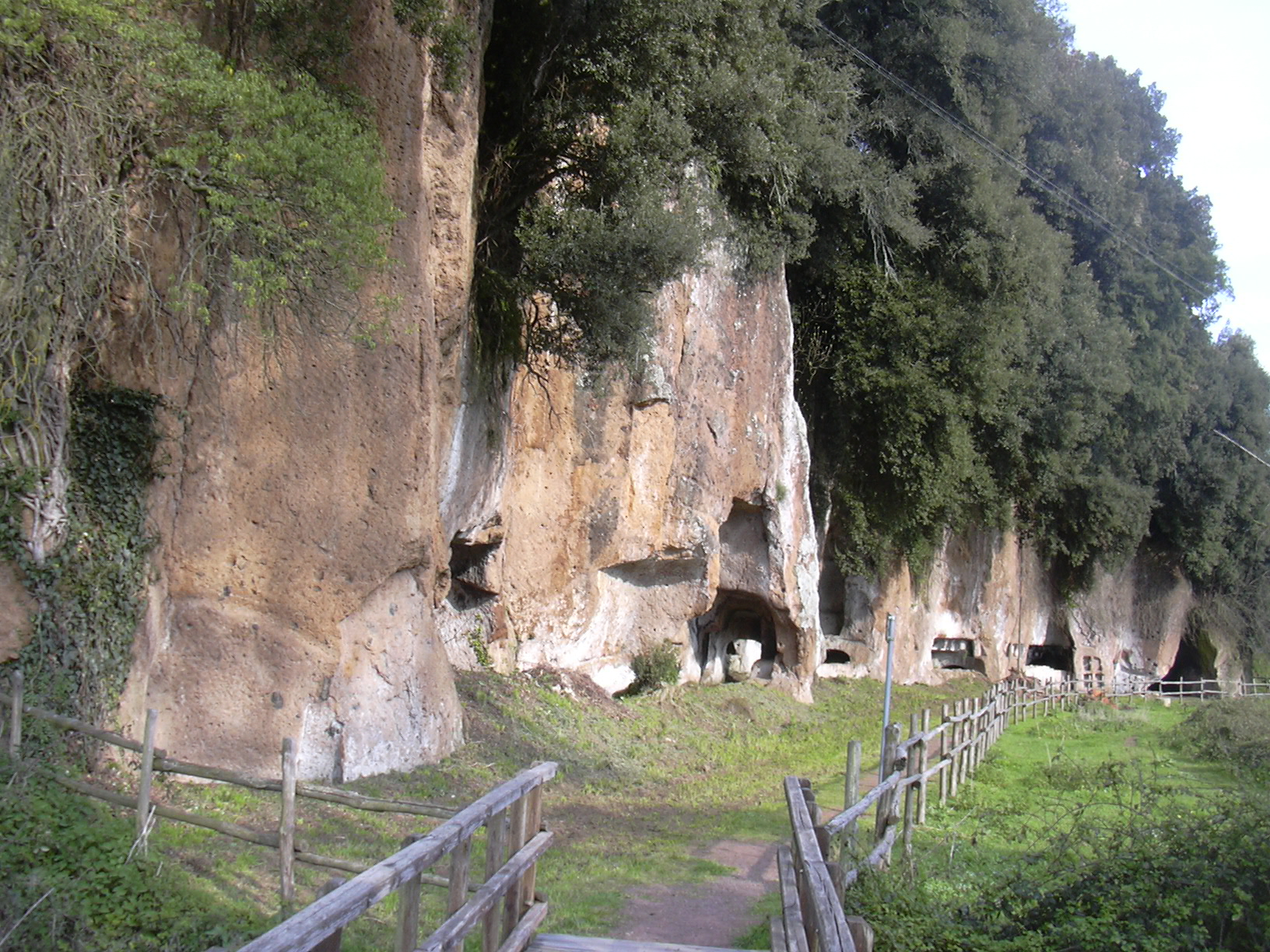
Necropoli etrusca

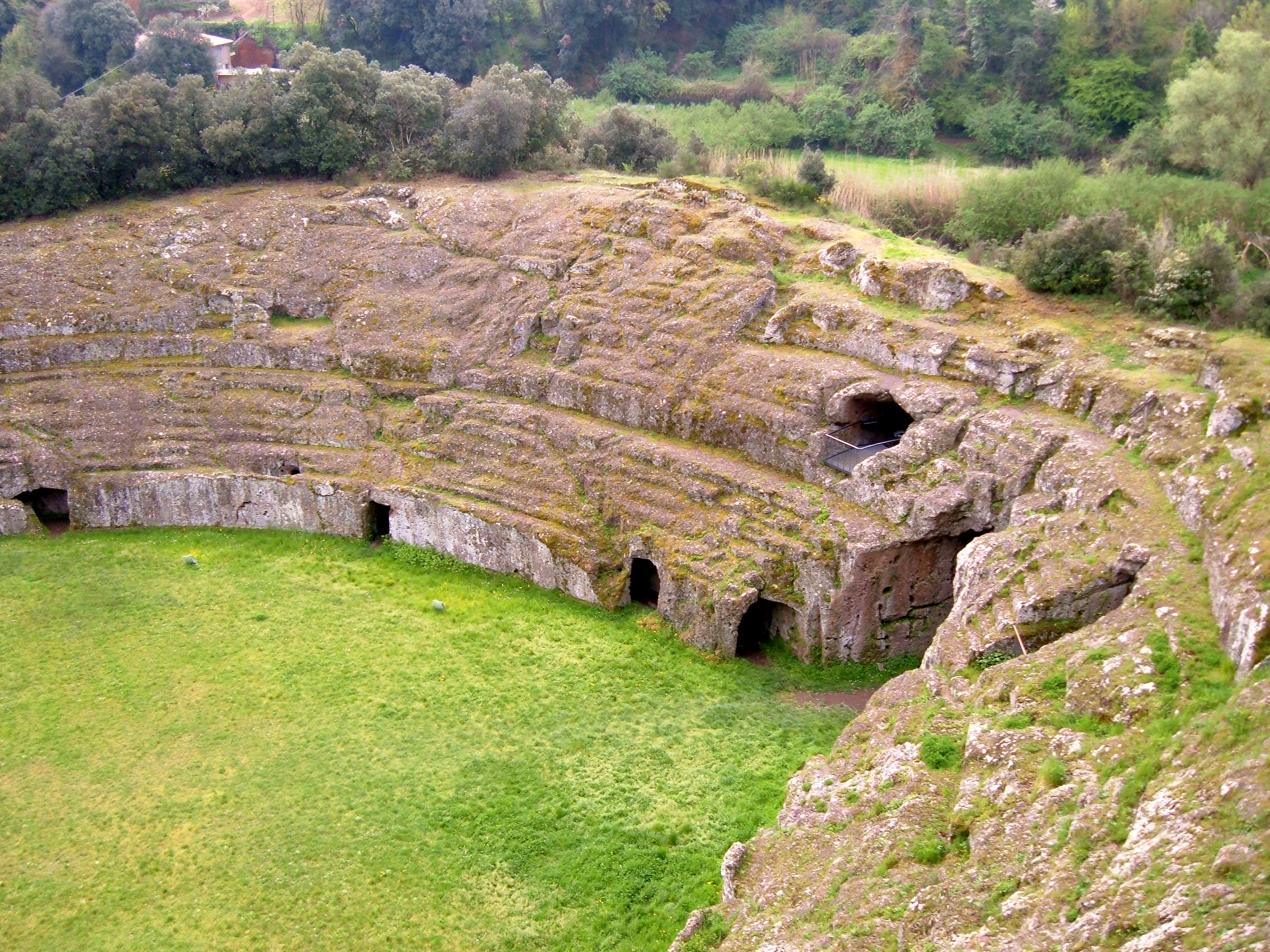
Anfiteatro

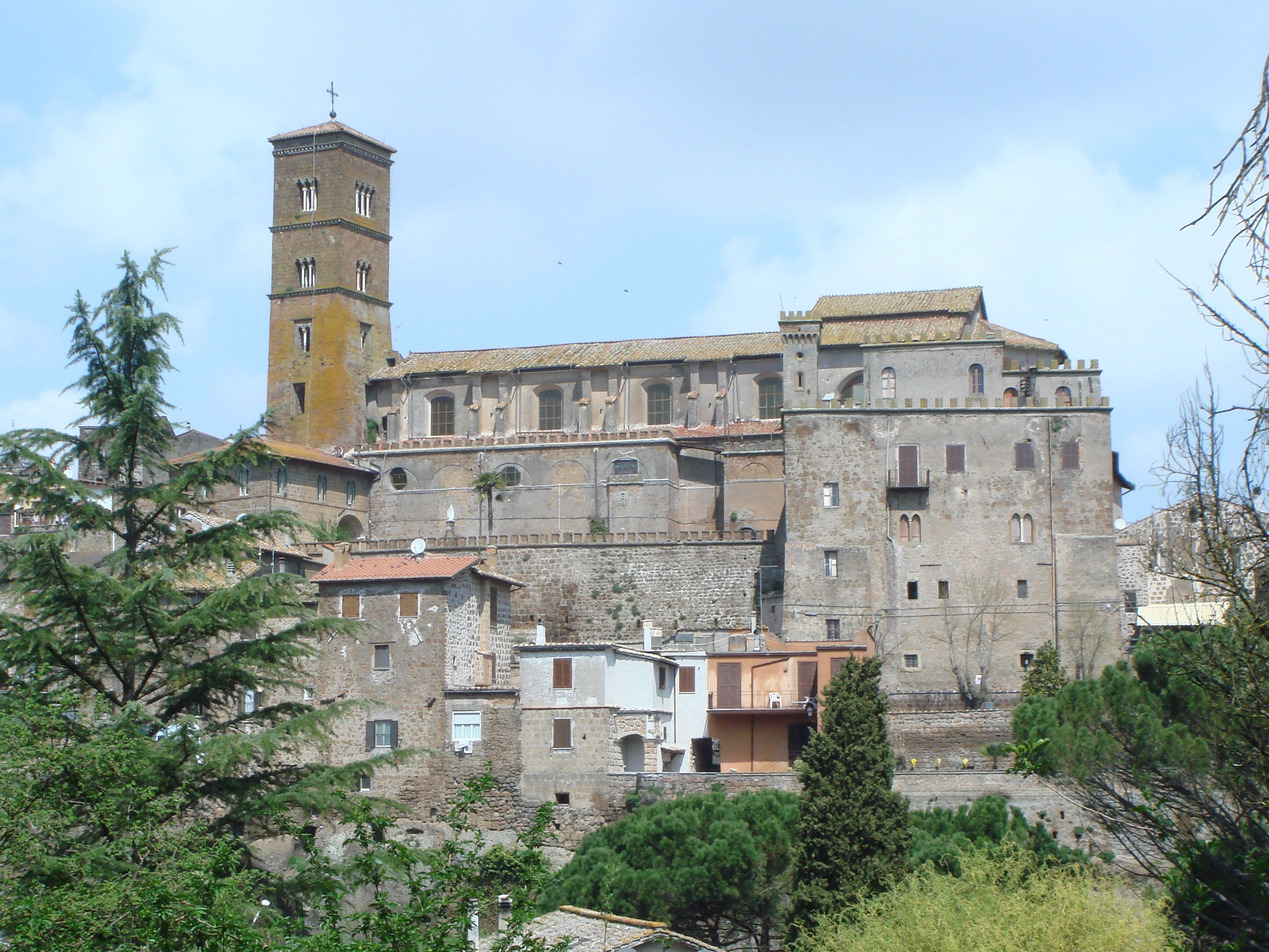
Concattedrale di Santa Maria Assunta

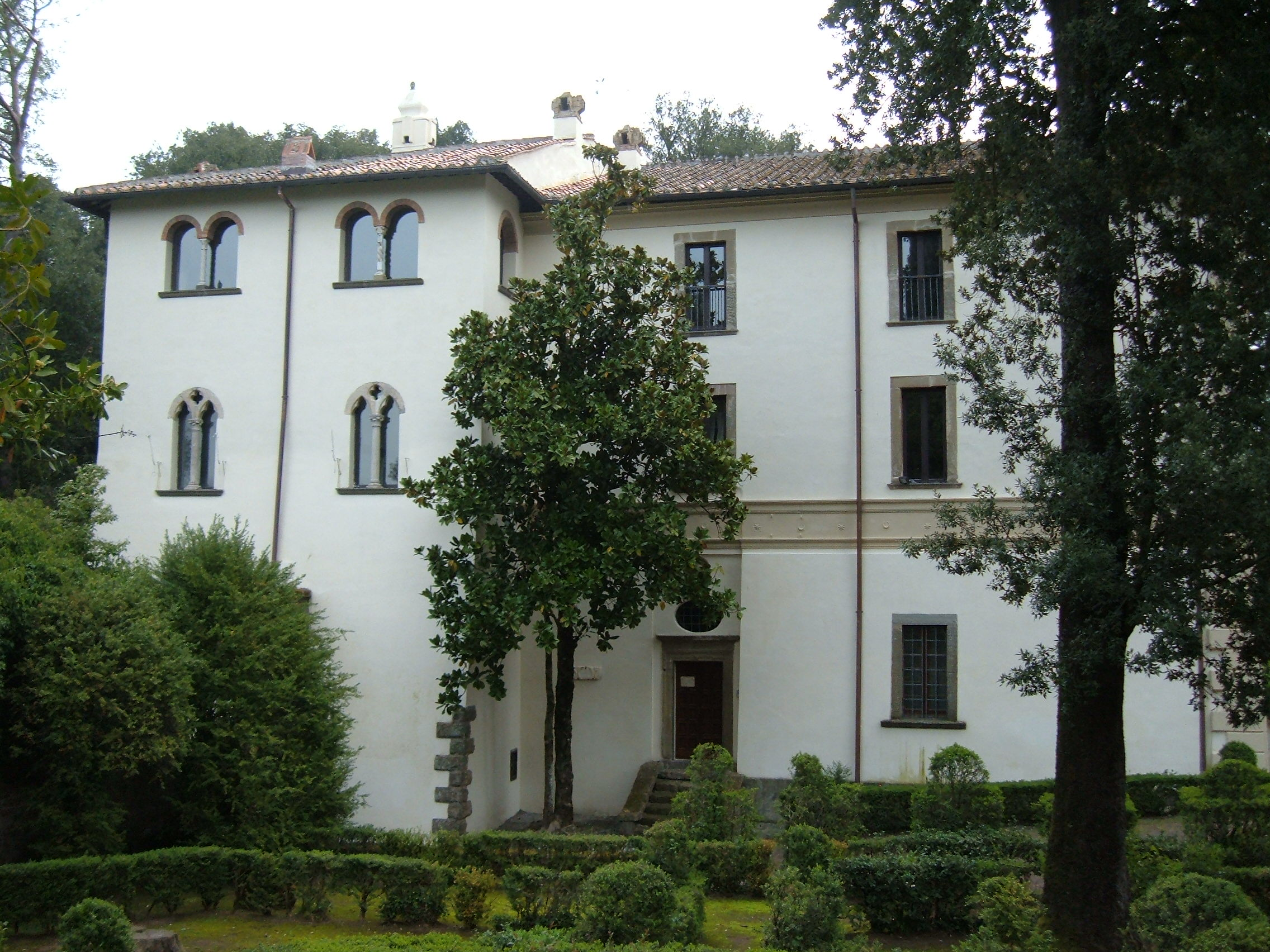
Villa Savorelli

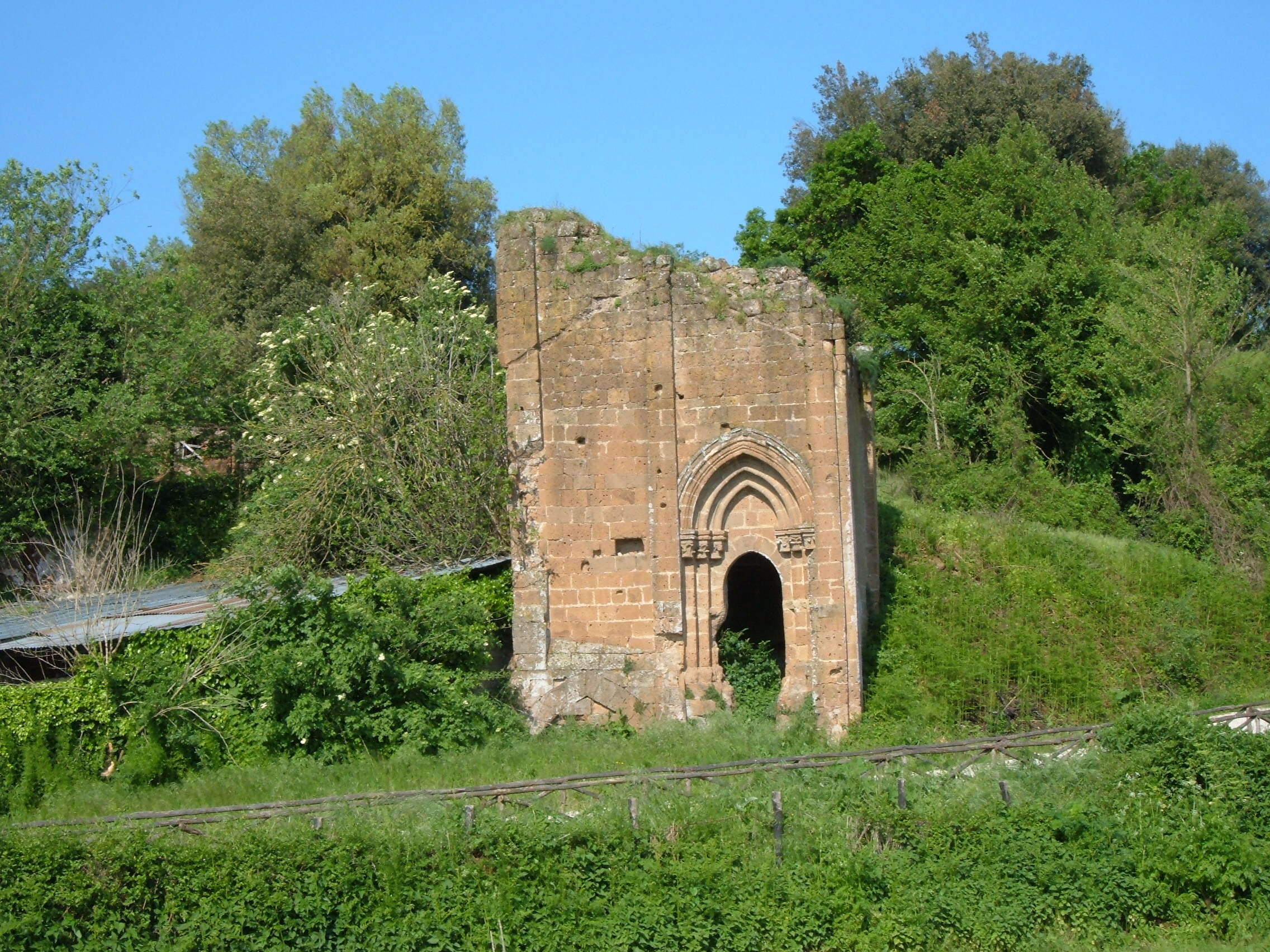
Torre degli Arraggiati

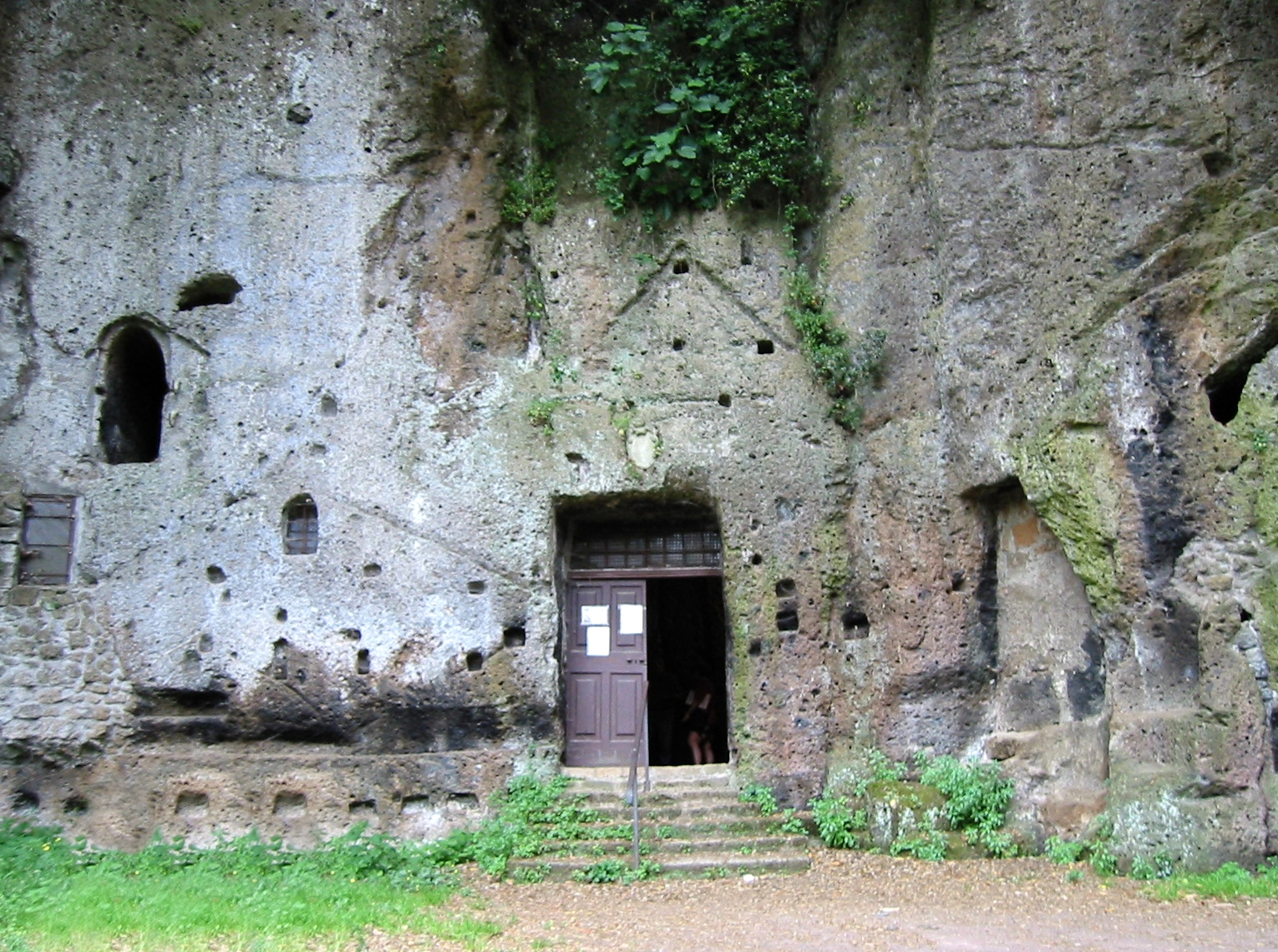
Madonna Del Parto, Esterno

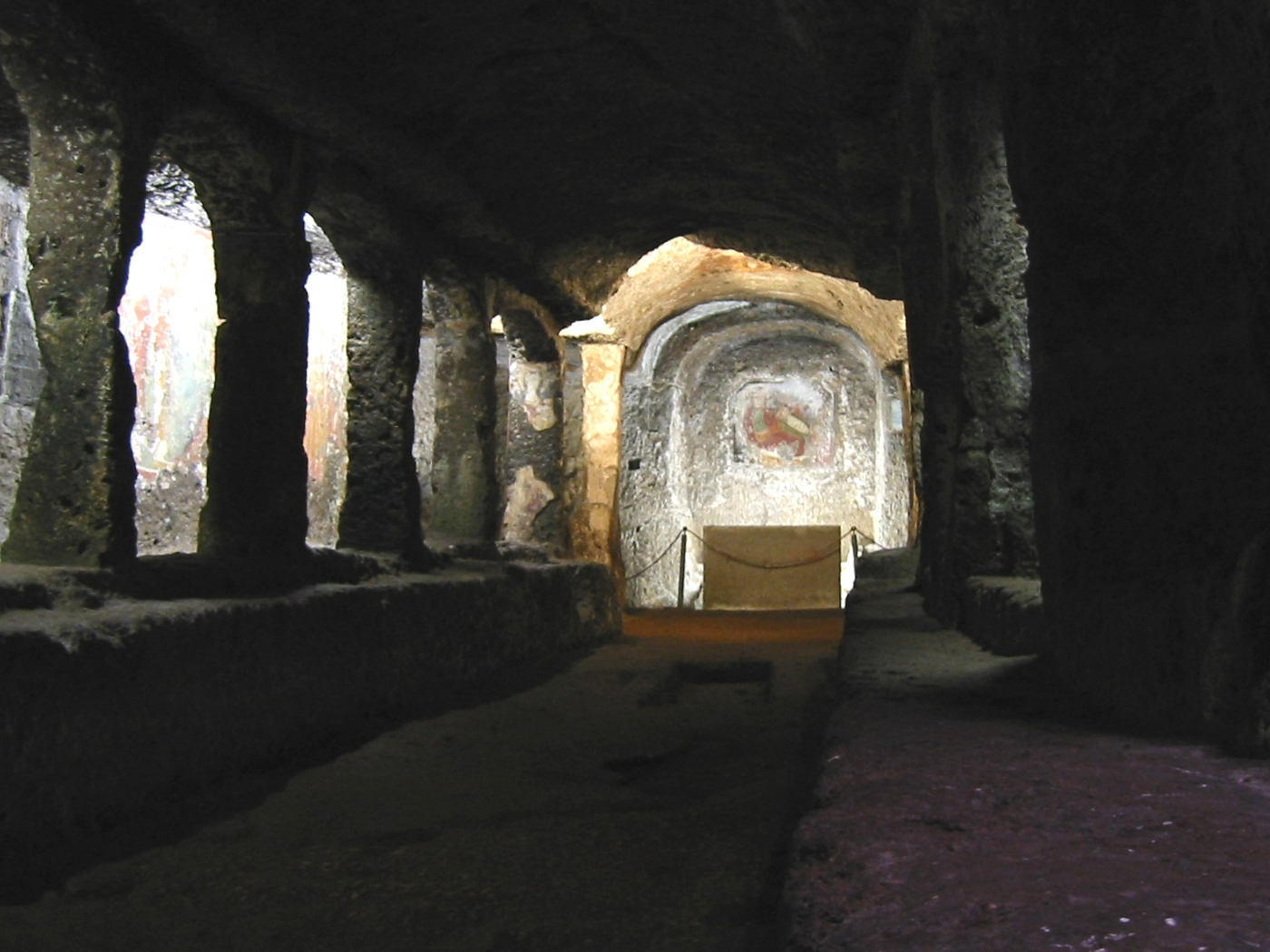
Madonna Del Parto, Interno

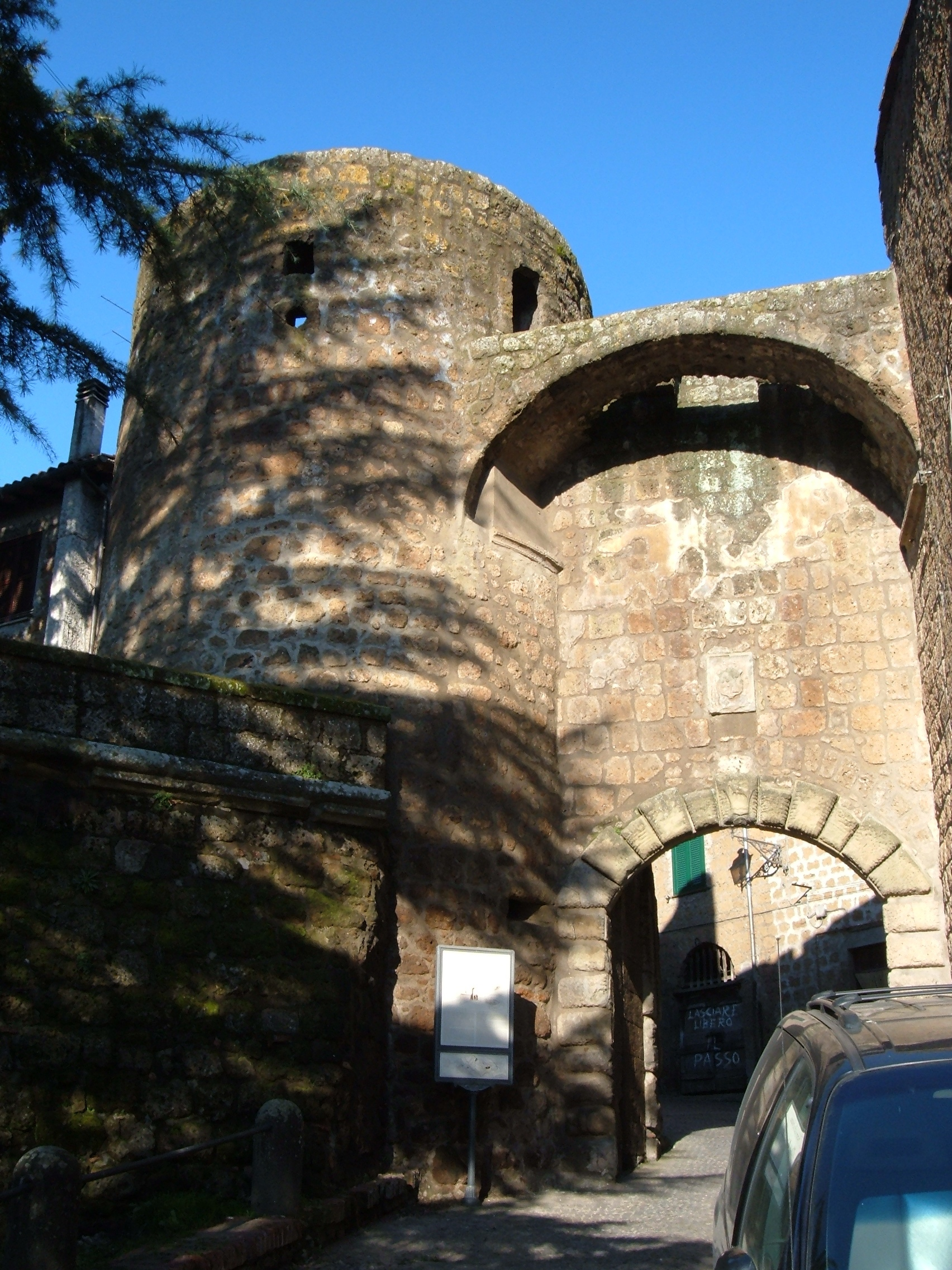
Porta vecchia

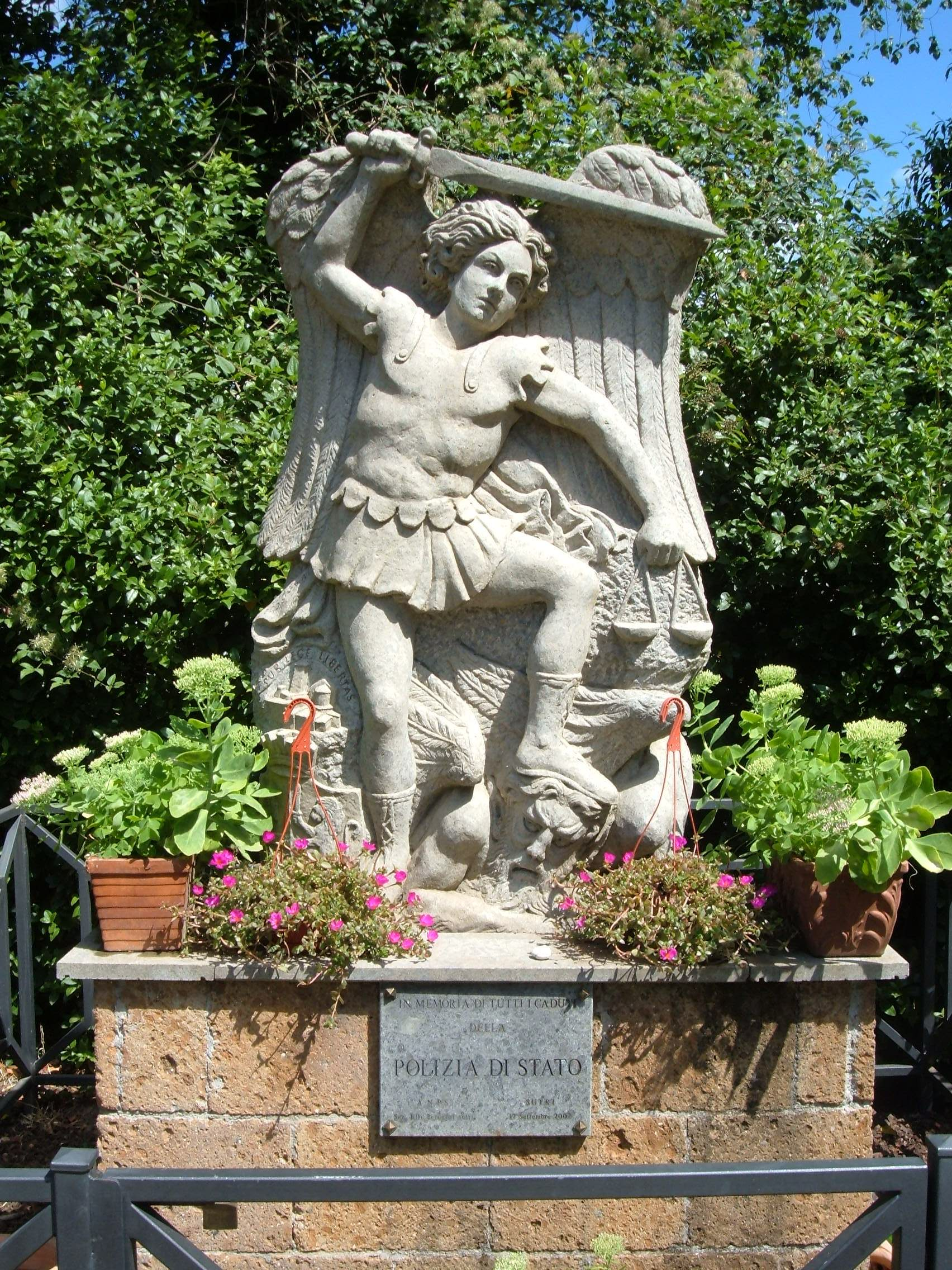
Monumento ai caduti della Polizia

## Geografia fisica

### Territorio
Sutri sorge su un imponente rilievo di tufo che domina la via Cassia. Le sue origini sono molto antiche e presenta evidenti testimonianze del suo passato: un anfiteatro romano completamente scavato nel tufo, una necropoli etrusca formata da decine di tombe scavate anch'esse nel tufo, mura etrusche incorporate da quelle medioevali, un mitreo poi tramutato in chiesa (intitolata alla Madonna del Parto), il Duomo di origine romanica.
Francesco Petrarca, scrivendo del suo primo viaggio a Roma nella lettera al cardinale Giovanni Colonna, descrive Sutri:
(Lettere di Francesco Petrarca delle cose familiari, lettera XXIII, ca. 1337)

### Clima
- Classificazione climatica: zona D, 1937 GR/G

## Storia
Le origini di Sutri (anticamente Sutrium), come testimoniano numerosi ritrovamenti archeologici in zona appartenenti a diverse epoche, sono molto antiche, probabilmente risalenti all'età del bronzo. Secondo una leggenda la sua fondazione è da attribuirsi a un antico popolo di navigatori orientali, i Pelasgi. Altre leggende parlano della fondazione da parte di Saturno che, nello stemma del comune, è raffigurato a cavallo con tre spighe di grano in mano.
Sutri ebbe un forte sviluppo nel periodo di dominazione etrusca, come centro agricolo e commerciale. Come passaggio obbligato per l'Etruria, fu conquistata definitivamente dai Romani nel 383 a.C., dopo la caduta di Veio. Successivamente sostenne il passaggio di diverse orde barbariche in viaggio lungo la via Cassia alla volta di Roma, fungendo da baluardo del consolato e dell'impero.
Tra il V e l'VIII secolo Sutri fu coinvolta nelle lotte tra Longobardi e Bizantini, finché nel 728 il re longobardo Liutprando offrì la città e le terre circostanti al papa Gregorio II. La Donazione di Sutri è considerata l'inizio del dominio temporale della Chiesa, ovvero il primo passo per la costruzione del Patrimonio di San Pietro.
Nel IX secolo si colloca la leggenda di Berta – sorella di Carlo Magno, diseredata ed esule a causa di una relazione con un uomo di umili origini – la quale, lungo la strada per Roma, si sarebbe fermata a Sutri (che secondo alcuni aveva ricevuto in dono come dimora dal fratello) e là in una grotta avrebbe dato alla luce Orlando, futuro paladino di Francia nonché protagonista dell'epopea della Chanson e di numerose altre opere letterarie incentrate sulle sue gesta.
A Sutri si tenne nel 1046 il concilio, indetto dall'imperatore Enrico III, che pose fine allo scisma fra tre diversi pretendenti al papato, portando all'elezione di papa Clemente II.
In età feudale, la città fu al centro degli scontri tra guelfi e ghibellini, che culminarono nell'incendio del borgo (1433) ad opera del capitano di ventura Niccolò Fortebraccio. Da quel momento Sutri conobbe un rapido declino sia demografico che economico, dovuto anche al dirottamento delle rotte commerciali lungo la Via Cimina – a favore di Ronciglione, fortemente potenziata dai Farnese – e si ridusse così a cittadina rurale di secondo piano dello Stato Pontificio, facile merce di scambio per le famiglie nobili.
Alla fine del XVIII secolo fu conquistata dalle truppe francesi e accomunata a Ronciglione e poi con la Restaurazione fu resa allo Stato Pontificio.
Il 17 novembre 1943 durante la seconda guerra mondiale, furono trucidati dai nazisti 13 avieri sardi.

### Sede vescovile
Sutri fu importante sede vescovile almeno dal V secolo, ma una leggenda vuole che già agli albori del cristianesimo san Pietro vi avesse inviato come vescovo San Romolo. Il primo vescovo residente di cui si abbia notizia certa è sant'Eusebio, nel 465. Tra il 1243 ed il 1244 la città fu per breve tempo sede papale, allorché papa Innocenzo IV vi si stabilì per fuggire dall'imperatore Federico II da lui stesso scomunicato. Nel 1435 la sede vescovile fu unificata con quella di Nepi, a riprova del declino demografico ed economico dell'epoca. Nel 1556 fu sede vescovile del futuro papa Pio V, poi canonizzato, al quale sono dedicate molte opere conservate nel duomo cittadino.

### Simboli
Nello stemma di Sutri è raffigurato Saturno su un cavallo bianco, recante tre spighe di grano a rappresentare la fertilità del territorio. Lo sfondo è di campo di cielo con una catena di monti all'orizzonte e un prato verde ai piedi del cavallo. Il dio indossa paramenti regali, con mantello rosso e la corona in capo. Il gonfalone della città è un drappo amaranto.

## Monumenti e luoghi d'interesse

### Architetture religiose
- Concattedrale di Santa Maria Assunta
- Chiesa di San Francesco
- Chiesa di San Silvestro
- Chiesa di San Sebastiano
- Chiesa di San Rocco
- Chiesa della Santissima Concezione
- Chiesa di Santa Maria del Tempio
- Chiesa della Madonna del Parto
- Chiesa della Madonna del Monte
- Chiesa di Santa Croce
- Chiesa di Santa Fortunata (sconsacrata)
- Chiesa della Madonna del Carmine, con un affresco del XV secolo che richiama lo stile di Melozzo da Forlì[5] (sconsacrata)
- Chiesa di Santa Cecilia (sconsacrata)
- Chiesa di Sant'Andrea (sconsacrata)

### Architetture civili
- Villa Savorelli
- Porta Vecchia
- Torre degli Arraggiati
- Palazzo Cialli Mezzaroma

### Siti archeologici
- Anfiteatro romano di Sutri
- Necropoli di Sutri
- Catacomba di San Giovenale

### Aree naturali
- Parco dell'antichissima città di Sutri
- Parco naturale regionale di Bracciano-Martignano

## Società

### Evoluzione demografica
Abitanti censiti

#### Popolazione straniera residente
Al 31 dicembre 2019 risultavano residenti nel territorio comunale 601 cittadini stranieri . Le nazioni più rappresentate erano:
- Romania, 272 persone
- India, 31
- Polonia, 23
- Albania, 22
- Regno Unito, 16
- Macedonia, 16

#### Tradizioni e folclore
- Nella settimana che include il 16 settembre, dies natalis della patrona Santa Dolcissima, vengono organizzate manifestazioni che comprendono una processione religiosa con il simulacro della Santa ed uno spettacolo pirotecnico con fiaccolata all'interno dell'anfiteatro la sera del 17 settembre.
- Il 17 gennaio, giorno dedicato a Sant'Antonio abate, viene organizzata una sfilata di cavalli e, nella domenica successiva, viene conteso un palio. La festività è legata ad una leggenda secondo cui il santo avrebbe salvato, nel XIX secolo, gli animali del paese da una grave epidemia.
- A giugno, in occasione del Corpus Domini, viene organizzata una processione religiosa ed una splendida infiorata lungo la strada principale del paese.
- In occasione del Natale, viene organizzato il presepe vivente presso la necropoli rupestre.

## Cultura
Dal 24 ottobre 2019 Sutri è entrato a far parte dell'associazione I borghi più belli d'Italia.

### Istruzione
Biblioteca
Biblioteca comunale

#### Musei
- Museo del Patrimonium[10]
- Museo di Palazzo Doebbing, inaugurato il 14 settembre 2018[11]

### Eventi
- Durante l'estate Sutri collabora al Festival Barocco, un festival di musica classica della Tuscia Viterbese con numerosi concerti, spesso gratuiti, che a Sutri si svolgono nella Chiesa di S. Francesco, sconsacrata e poi riconsacrata, a Villa Savorelli, o presso l'anfiteatro. In passato hanno partecipato al Festival musicisti del calibro di Severino Gazzelloni e Gustav Leonhardt.
- Sempre in estate, per tre giorni dal venerdì alla domenica solitamente nelle ultime settimane di luglio, prende vita Mercatantia, una festa medievale che si svolge presso il parco archeologico dell'anfiteatro. Un salto nel passato tra giochi, duelli, spettacoli e rievocazioni storiche sommersi nella natura e nella storia.

Teatro
Anfiteatro romano

## Economia
Di seguito la tabella storica elaborata dall'Istat a tema Unità locali, intesa come numero di imprese attive, ed addetti, intesi come numero addetti delle unità locali delle imprese attive (valori medi annui).
|         | 2015                  |                              |                            |                |                       |                     | 2014                  |                | 2013                  |                |
| ------- | --------------------- | ---------------------------- | -------------------------- | -------------- | --------------------- | ------------------- | --------------------- | -------------- | --------------------- | -------------- |
|         | Numero imprese attive | % Provinciale Imprese attive | % Regionale Imprese attive | Numero addetti | % Provinciale Addetti | % Regionale Addetti | Numero imprese attive | Numero addetti | Numero imprese attive | Numero addetti |
| Sutri   | 438                   | 1,87%                        | 0,01%                      | 863            | 1,45%                 | 0,06%               | 464                   | 880            | 486                   | 949            |
| Viterbo | 23.371                |                              | 5,13%                      | 59.399         |                       | 3,86%               | 23.658                | 59.741         | 24.131                | 61.493         |
| Lazio   | 455.591               |                              |                            | 1.539.359      |                       |                     | 457.686               | 1.510.459      | 464.094               | 1.525.471      |

Nel 2015 le 438 imprese operanti nel territorio comunale, che rappresentavano l'1,87% del totale provinciale (23.371 imprese attive), hanno occupato 863 addetti, l'1,45% del dato provinciale (59.399 addetti); in media, ogni impresa nel 2015 ha occupato poco meno di due persone (1,97).

### Turismo
Il comune di Sutri ha ricevuto nel 2003 dal Touring Club Italiano e dalla Regione Lazio la Bandiera arancione come attestato di qualità turistica ed ambientale.

## Infrastrutture e trasporti

### Strade
Sutri può essere raggiunta in auto da Roma o da Viterbo percorrendo la via Cassia (da Roma si consiglia dal GRA l'uscita Cassia Bis/Veientana).
Sutri è collegata, tramite la Strada Provinciale 83 Beccacceto, a Ronciglione.

### Ferrovie
Un ulteriore collegamento disponibile è il treno della ferrovia regionale FL3 Roma-Cesano-Viterbo, fino alla stazione di Capranica-Sutri, a circa 6 km. Tuttavia la stazione è collegata a Sutri solo con qualche sporadico bus Cotral della linea scolastica Ronciglione-Capranica Stazione-Bassano Romano-Sutri-Ronciglione, o, sempre nel periodo scolastico, dai bus urbani a servizio del Comune di Bassano Romano.

## Amministrazione
Nel 1927, a seguito del riordino delle circoscrizioni provinciali stabilito dal regio decreto n. 1 del 2 gennaio 1927, per volontà del governo fascista, quando venne istituita la provincia di Viterbo, Sutri passò dalla provincia di Roma a quella di Viterbo.
| Periodo          | Periodo          | Primo cittadino  | Partito                       | Carica  | Note |
| ---------------- | ---------------- | ---------------- | ----------------------------- | ------- | ---- |
| 20 novembre 1994 | 29 novembre 1998 | Anna Guadagnini  | Alleanza dei Progressisti     | Sindaco |      |
| 29 novembre 1998 | 25 maggio 2003   | Vincenzo Petroni | Lista civica di centro-destra | Sindaco |      |
| 25 maggio 2003   | 14 aprile 2008   | Vincenzo Petroni | Lista civica di centro-destra | Sindaco |      |
| 15 aprile 2008   | 26 maggio 2013   | Guido Cianti     | Lista civica di centro-destra | Sindaco |      |
| 26 maggio 2013   | 11 giugno 2018   | Guido Cianti     | Lista civica di centro-destra | Sindaco |      |
| 11 giugno 2018   | 15 maggio 2023   | Vittorio Sgarbi  | Lista civica di centro-destra | Sindaco |      |
| 15 maggio 2023   | in carica        | Matteo Amori     | Lista civica di centro-destra | Sindaco |      |

### Altre informazioni amministrative
Il comune di Sutri fa parte dell’Associazione dei Comuni Italiani sulla Via Francigena, come passaggio per i pellegrini diretti a Roma da nord.